# Фалунь Дафа
41°26′50″ пн. ш. 74°35′25″ зх. д. / 41.447180555556° пн. ш. 74.590180555556° зх. д.
| Фалунь Дафа |                             |                             |
| \| Китайською мовою \| \| \| \| \| \| \| \| Написання Путунхуа (мандаринське) \| \| \| \| Традиційне: \| 法輪大法 \| 法輪大法 \| \| Транслітерація \| \| \| \| Транскрипція: \| Фалунь Дафа \| Фалунь Дафа \| \| Тлумачення: \| Великий Закон Колеса Закону \| Великий Закон Колеса Закону \| \| Картка:Китайською мовою \| \| \| |                             |                             |
| Китайською мовою | Китайською мовою            | Китайська мова              |
| |                             |                             |
| Написання Путунхуа (мандаринське) |                             |                             |
| Традиційне: | 法輪大法                    | 法輪大法                    |
| Транслітерація |                             |                             |
| Транскрипція: | Фалунь Дафа                 | Фалунь Дафа                 |
| Тлумачення: | Великий Закон Колеса Закону | Великий Закон Колеса Закону |
| Картка:Китайською мовою |                             |                             |

| Китайською мовою                  | Китайською мовою            | Китайська мова              |
|                                   |                             |                             |
| Написання Путунхуа (мандаринське) |                             |                             |
| Традиційне:                       | 法輪大法                    | 法輪大法                    |
| Транслітерація                    |                             |                             |
| Транскрипція:                     | Фалунь Дафа                 | Фалунь Дафа                 |
| Тлумачення:                       | Великий Закон Колеса Закону | Великий Закон Колеса Закону |
| Картка:Китайською мовою           |                             |                             |

| Фалуньгун |                        |                        |
| \| Китайською мовою \| \| \| \| \| \| \| \| Написання Путунхуа (мандаринське) \| \| \| \| Традиційне: \| 法輪功 \| 法輪功 \| \| Новітнє: \| 法轮功 \| 法轮功 \| \| Транслітерація \| \| \| \| Транскрипція: \| Фалуньґун \| Фалуньґун \| \| Тлумачення: \| Практика Колеса Закону \| Практика Колеса Закону \| \| Картка:Китайською мовою \| \| \| |                        |                        |
| Китайською мовою | Китайською мовою       | Китайська мова         |
| |                        |                        |
| Написання Путунхуа (мандаринське) |                        |                        |
| Традиційне: | 法輪功                 | 法輪功                 |
| Новітнє: | 法轮功                 | 法轮功                 |
| Транслітерація |                        |                        |
| Транскрипція: | Фалуньґун              | Фалуньґун              |
| Тлумачення: | Практика Колеса Закону | Практика Колеса Закону |
| Картка:Китайською мовою |                        |                        |

| Китайською мовою                  | Китайською мовою       | Китайська мова         |
|                                   |                        |                        |
| Написання Путунхуа (мандаринське) |                        |                        |
| Традиційне:                       | 法輪功                 | 法輪功                 |
| Новітнє:                          | 法轮功                 | 法轮功                 |
| Транслітерація                    |                        |                        |
| Транскрипція:                     | Фалуньґун              | Фалуньґун              |
| Тлумачення:                       | Практика Колеса Закону | Практика Колеса Закону |
| Картка:Китайською мовою           |                        |                        |

Фалу́нь Да́фа, чи Фалуньгу́н — китайська система самовдосконалення душі та тіла. Фалуньгун (кит. трад. 法輪功, спр. 法轮功, піньїнь Fǎlún Gōng) дослівно означає «Практика Колеса Закону». Фалунь Дафа (кит. трад. 法輪大法, спр. 法轮大法, піньїнь Fǎlún Dàfǎ) — «Великий Закон Колеса Закону». Запровадив цю систему майстер Лі Хунчжи у 1992 році. Фалуньгун — це різновид практики цигун, що ґрунтується на системі Будди і даоської «внутрішньої» алхімії, а також ідеях і поняттях старовинної китайської школи легізму або школи Закону (Фа-цзя). Поєднує п'ять комплексів вправ, включно із медитацію та має на меті формування у послідовників світогляду згідно з принципами Істини, Доброти та Терпіння, описаними у книзі «Чжуань Фалунь». Система присвячена таким проблемам, як розвиток особистості, її доброти; підвищенню моральних стандартів для різних рівнів практикуючих. Книга «Чжуань Фалунь» перекладена більш як 40 мовами світу, зокрема українською. Заняття з Фалунь Гун проводяться в Києві, зокрема в Новому Києві на Троєщині.
Точна кількість учасників на сьогодні невідома: в офіційних даних Китайського уряду станом на 1998 рік зазначалося близько 70 мільйонів, тоді як Фалуньгун декларує понад 100 мільйонів послідовників у більш ніж 80 країнах світу.

## Лі Хунчжи та Фалунь Дафа
Учитель Лі Хунчжи та Фалунь Дафа отримали численні нагороди і подяки від урядів США, Канади, Австралії та європейських країн. Спочатку Фалунь Дафа отримував підтримку в Китаї: його називали «Золотий Фалуньгун», підкреслювали його заслуги в заощадженні державних коштів на лікуванні людей. Спостерігалося також підвищення морального рівня суспільства. У 1992 році Асоціація Дослідження Цигун Китаю видала Лі Хунчжи «Свідоцтво Майстра Цигун». У 1994 році Наукова Асоціація Дослідження Цигун провінції Цзилінь також вручила Лі Хунчжи «Свідоцтво Майстра Цигун Вищого Рівня».
Після офіційного соціологічного дослідження Китайське керівництво було вражене, з'ясувавши, що на початку 1999 року близько 100 мільйонів чоловік по всій території Китаю практикує систему Фалунь Дафа. 22 липня 1999 року школа Фалуньгун у Китаї була заборонена. Китайська Народна Республіка — єдина країна у світі, де влада заборонила Фалунь Дафа. Ця система не переслідує політичних інтересів, але комуністичне керівництво вбачає у ній загрозу, також як і в інших релігійних течіях, ідеологія яких не збігається з ідеологією комуністичної партії.

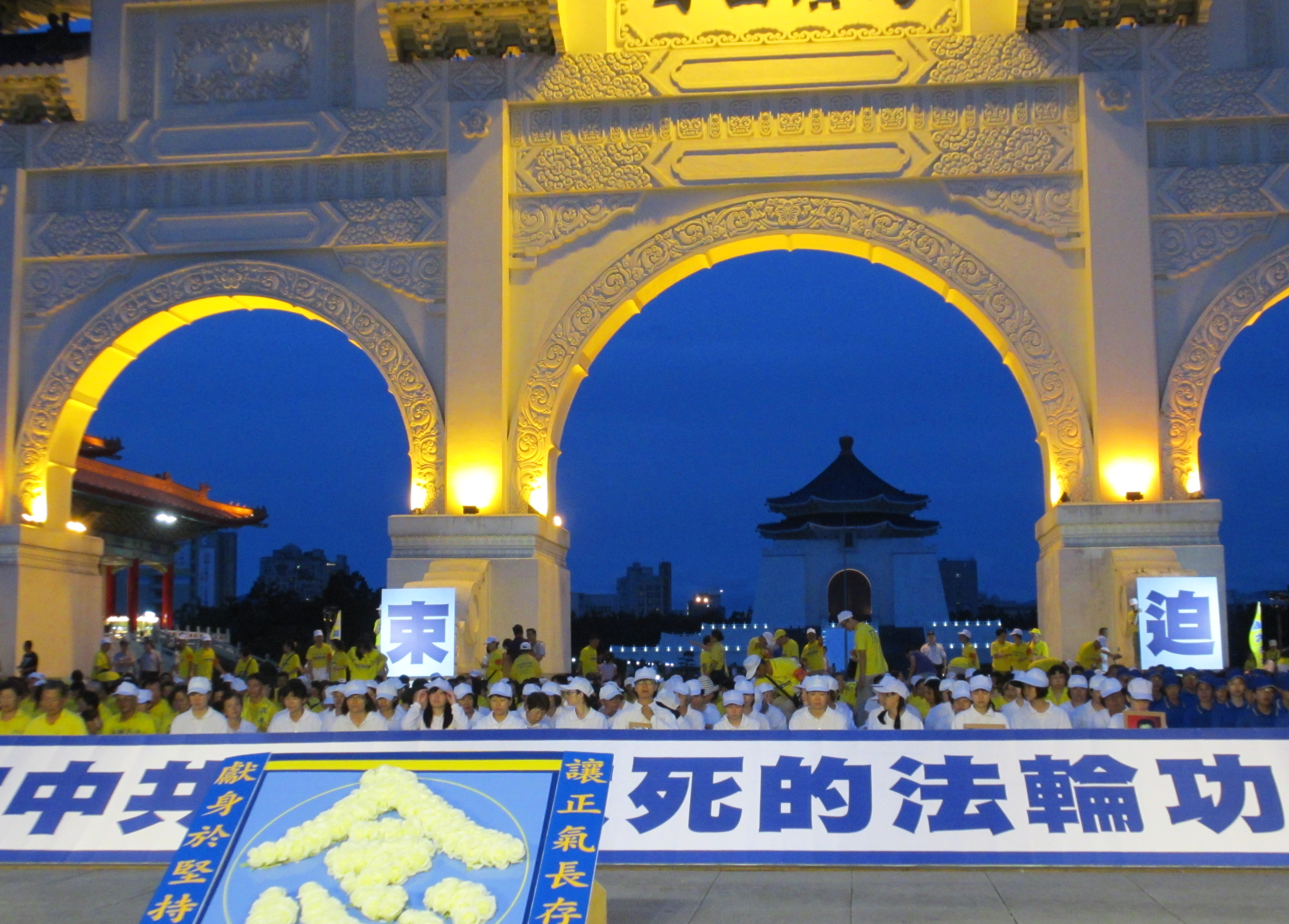
Акція пам'яті загиблих у КНР послідовників Фалунь Дафа. 20 липня 2013 року. Тайбей (Тайвань)

Заборона Фалунь Дафа після 22 липня 1999 року на Гонконг, Макао та Тайвань не поширилася, оскільки на ці китайські території офіційний Пекін має обмежений політичний вплив (Гонконг, Макао) або не має взагалі (Тайвань).
Заборона школи в КНР супроводжується масовими репресіями влади проти послідовників Фалунь Дафа та їхніх близьких, жорстокими знущаннями і побиттями, ув'язненням послідовників без суду і слідства, запроторенням до трудових таборів і психіатричних лікарень. Більше тисячі учнів загинуло внаслідок катувань. Тих,що практикували систему,та їхніх рідних звільняють з роботи, виганяють із їхніх осель.
Занепокоєння і засудження дій китайської влади висловили уряди США, Канади, Австралії і провідних європейських країн, а також комітет ООН з прав людини у своїй спеціальній резолюції.

## Походження
Фалуньгун вперше був презентований публіці Учителем Лі Хунчжи 13 травня 1992 року, у Чанчуні, провінції Цзілінь. Згідно із засновником, Фалуньгун — прогресивна система самовдосконалення в контексті буддійської традиції. У минулому ця система передавалася обраним учням і була інтенсивним «методом самовдосконалення», який вимагав від учасників надто високого «Сіньсін» (природа розуму; моральність; характер) або «великих природжених якостей». Майстер Лі навчав практиці впродовж трьох років, і відтоді Фалуньгун просувався на добровільних засадах.

## 1992— початок 1999 року
По запрошенням асоціацій цигун від кожної провінції, Лі побував майже у всіх великих містах Китаю з 1992 до 1994 року, навчаючи практиці. З того часу Фалуньгун розповсюджувався прибічниками самостійно. Лі тільки проводив час від часу лекції по всьому світу. Фалуньгун швидко став популярним у Китаї, і, починаючи з 1996 року, Лі та інші поширювали практику в інших країнах.
Після того, як Лі припинив навчати практиці в Континентальному Китаї, до 1999 року, люди вивчали практику усно, і зазвичай практикували вранці в парках. Після публічного навчання в Чанчуні, Лі почав популяризувати свої ідеї у вигляді лекцій, магнітофонних стрічок і книг; він брав відносно маленьку плату, що рідко зустрічалося серед інших систем цигун.
Протягом перших декількох років передачі Фалуньгун, Лі було визнано гідним багатьох нагород від Китайських державних організацій, з метою підтримки, щоб він продовжував просувати те, що, як тоді вважали, було корисною практикою. На початку ні Лі Хунчжі, ні Фалуньгун не засуджувалися, як відзначив учений Університету Монреаля Девід Оунбі. Лі став «миттєвою зіркою руху цигун», і його метод практики був високо оцінений на Східній виставці Здоров'я в Пекіні в 1992 і 1993 роках. Фалуньгун вітався Науковою Асоціацією Дослідження Цигун, яка спонсорувала Лі та допомогла організувати багато із заходів з 1992 по 1994 рік, включаючи 54 великомасштабних лекції, проведених в більшості головних міст, всюди в Китаї, загальною аудиторією в 20 тисяч чоловік. Такий масштаб був безпрецедентний у той час. Практика популяризувалася в континентальному Китаї впродовж семи років, головним чином усно. Вона привернула багато пенсіонерів, робочих фабрик, фермерів, завідувачів державними підприємствами, інтелігентів та студентів.
Із 1995 року Лі навчав практиці за межами Китаю. Починаючи у Франції, Лі провів низку конференцій у Китайському посольстві в Парижі у 1995 році. У 1994 році Фалуньгун також викладався у Китайському посольстві в Нью-Йорку, як частина «культурної пропаганди Заходу» Партії, разом з китайським шовком і кухнею. В той же час, Китайське консульство заснувало клуби Фалуньгун у Массачусетському Технологічному Інституті і Університеті Колумбія, які є активними до сьогодні. Четвертого січня 1995 року, вийшло опубліковане видання Чжуань Фалунь.
Велика частина успіху Фалуньгун в 1990-х відбувалася через твердження, що ця практика зціляла без дорогої медицини, оскільки багато громадян втратили медичні пільги і послуги через зміни економічних умов. Деякі люди в Китаї стверджували, що Фалуньгун був найпопулярнішою практикою цигун в країні, і багато професорів з Пекінського Університету займалися вправами щодня в парках університетського містечка до початку репресій у 1999 році  [Архівовано 27 січня 2008 у Wayback Machine.].
Точна кількість послідовників Фалуньгун не відома. Фалуньгун одностайно заявляє, що нема ніяких списків людей або членства. Згідно зі статтею New York Times, опублікованій у 1999 році, Китайський уряд припустив існування 70 мільйонів учасників цієї системи самовдосконалення  [Архівовано 4 лютого 2012 у Wayback Machine.].

## 1999 рік та пізніше

### Переслідування Фалуньгун
У квітні 1999 року фізик Хе Цзосю написав статтю в журналі Юного Читача Педагогічного коледжу Тяньцзіня із заголовком: «Я не згоден з молоддю, що практикує цигун», в якій він критикував Фалуньгун. Практиканти, які вважали згадку про Фалуньгун несправедливою і неправдивою, зібралися, апелюючи на статтю. Як стверджують, була викликана поліція, яка потім побила і заарештувала частину з них. 25 квітня практиканти Фалуньгун мовчки вишикувалися уздовж вулиць біля Чжуннаньхай, шукаючи юридичного визнання і захисту практики у світлі передбачуваного побиття і арештів у Тяньцзіні.

### Заборона
22 липня 1999 року, через сім років стрімкого зростання практики усередині материкового Китаю; уряд Китайської народної республіки (КНР) випустив заяву, що забороняє Фалуньгун: «Сьогодні Китай ухвалив заборону на Товариство Дослідження Фалунь Дафа і організацію Фалуньгун, яку воно контролює, після визнання їх незаконними».
У своєму рішенні з цього питання, опублікованому сьогодні, міністерство цивільних справ розповсюдило заяву, що згідно з дослідженнями, Товариство дослідження Фалунь Дафа не було зареєстроване згідно із законом.
У рішенні говорилося, що відповідно до Правил реєстрації і управлінням масовими організаціями, Товариство дослідження Фалунь Дафа і організація Фалуньгун під її контролем, визнані незаконними і тому заборонені.
Щоб виправдати урядову заборону, агентство Сіньхуа далі заявляє, що Фалуньгун був високоорганізованою політичною групою, «налаштованою проти Комуністичної партії Китаю і центрального уряду, проповідує ідеалізм, теїзм і феодальне марновірство». Воно спробувало зробити відмінність між «звичайними учасниками групи» і лідерами, яких воно називало «невеликою групою кулуарних змовників і організаторів, які переслідують політичні цілі». Це був гонг для деяких важливих партійних і урядових чиновників, які практикували цю систему.

### Переслідування тих, що практикують Фалунь Дафа
Репресії проти Фалуньгун поширилися усією країною, за винятком спеціальних адміністративних областей Гонконга та Макао. В кінці 1999 року був створений закон, що оголошує поза законом «неортодоксальні релігії», направлений проти Фалуньгун.
Всі механізми суспільства були мобілізовані проти Фалуньгун, включаючи ЗМІ, поліцію, армію, систему освіти, сім'ї та праці. Була створена позаконституційна група «Офіс 610», щоб «спостерігати за терористичною кампанією». Ця організація вела великомасштабну пропаганду через телебачення, газети, радіо і інтернет. Підприємства та сім'ї примушували співпрацювати з урядом, тоді як практиканти Фалуньгун піддавалися різним насильницьким заходам примушення, щоб змусити їх відректися від Фалуньгун. Міжнародна амністія заявляє, що переслідування мотивоване політичною владою і обмежує основні свободи людей.
Протягом перших декількох років після указу 1999 року протести в Пекіні були частими, хоча майже всі були ліквідовані. Практиканти Фалуньгун стали стриманішими в континентальному Китаї, вони віддали перевагу альтернативним методам інформування людей про переслідування, такі як підкидання вночі в поштову скриньку CD-диски. Активні представники Фалуньгун звертаються до урядів, ЗМІ і людей своїх країн з метою розповісти про ситуацію в Китаї.
Існують численні повідомлення про тортури, незаконне ув'язнення, включаючи примусову працю, і психіатричні знущання. Зі всіх відомих випадків про застосування тортур в Китаї, в 66 відсотках домінує Фалуньгун. Послідовники Фалуньгун, принаймні, складають половину населення трудових таборів. З початку 2006 року були зроблені заяви про систематичне вилучення органів у живих людей Фалуньгун. Розслідування, проведене двома канадськими парламентаріями підтвердило ці заяви. Згідно з заявою Девіда Мейтаса, одного із розслідувачів, його докази «не були спростовані». Журнал Christian Science Monitor заявляє, що докази звіту детальні і переконливі.

### Мотиви
Стаття в журналі World Journal припустила, що деякі партійні чиновники високого рівня хотіли задушити практику протягом декількох років, але не могли знайти приводу. Цзян Цземінь, як часто вважають, має левову частку відповідальності за кінцеве рішення щодо Фалуньгун. Можливий з мотивів — персональна заздрість Цзяна до Лі Хунчжі, злості, ідейній боротьбі, природі влади Комуністичної партії Китаю, яка сприйняла це як виклик .

## Вчення Фалунь Дафа

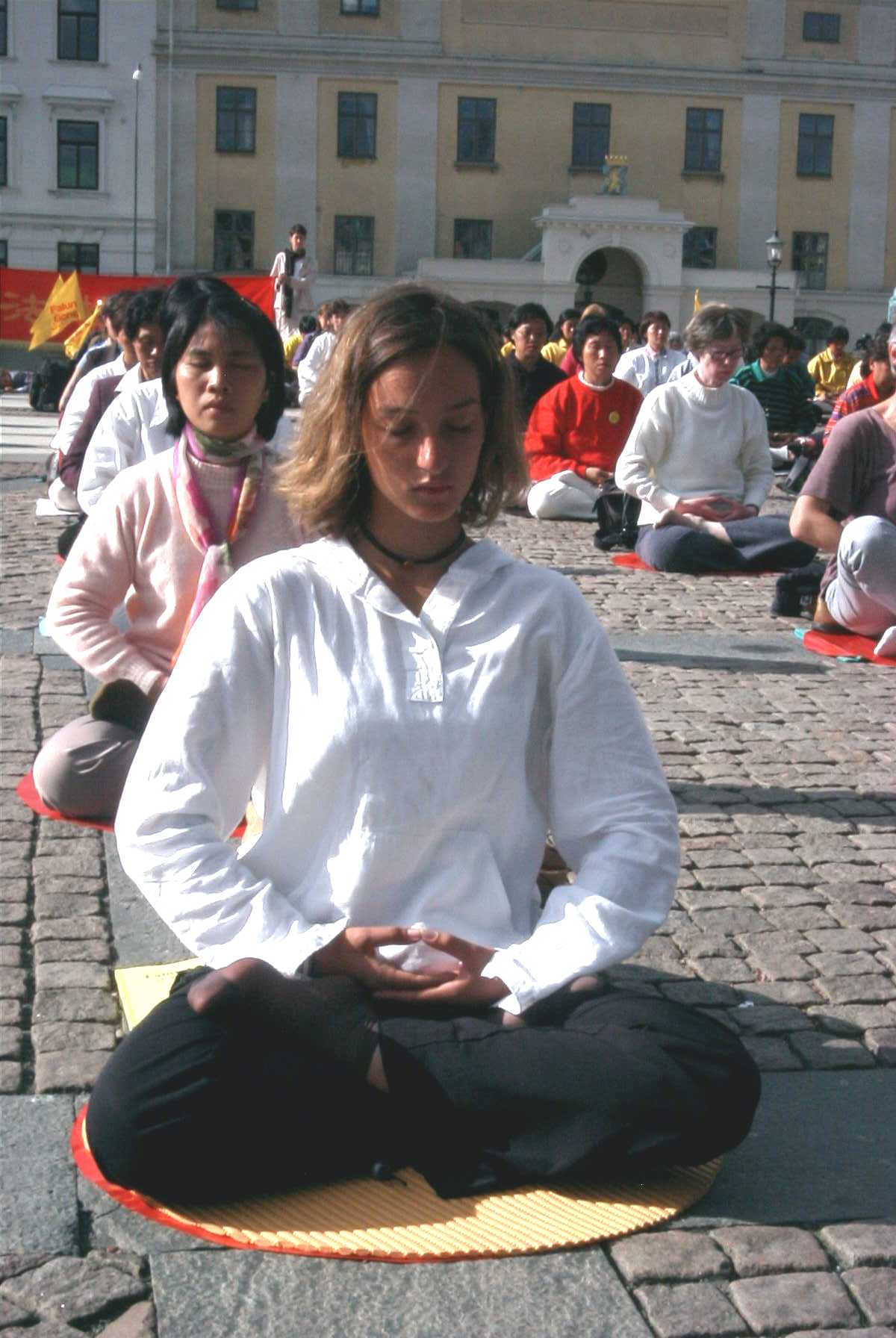
Група людей практикує Фалуньгун

Фалуньгун є вступною книгою, яка обговорює цигун, знайомить з принципами, приводить ілюстрації та пояснення до вправ. Чжуань Фалунь є головною книгою практики Фалунь Дафа (, ).
Фалунь Дафа ґрунтується на вченні, що у традиційній китайській культурі відоме як «Фа» (Дхарма), або «Дхарма і принципи», що сформульовані у книзі Чжуань Фалунь «Закон Будди Фалунь» — великий, шлях самовдосконалення високого рівня Системи Будди, в якій відбувається асиміляція з властивістю природи Всесвіту, Чжень-Шань-Жень (Істина, Доброта, Терпіння), яке є основою практики самовдосконалення.  Фалуньгун учить, що Фа, або «Закон Будди», можуть бути приведені всього трьома словами — Чжень 真, Шань 善 і Жень 忍, які, приблизно, перекладаються як «Істина, Доброта (або співчуття), і Терпіння». Процес вдосконалення полягає в тому, що практикуючий асимілює себе із Чжень, Шань, Жень. Учення Фалунь Дафа сформульоване в двох головних книгах практики — Фалуньгун і Чжуань Фалунь(, ).